# James Mason (enxadrista)
James Mason foi um jogador de xadrez e jornalista irlândes e um dos melhores jogadores do mundo no final da década de 1880. Sua família emigrou para os Estados Unidos em 1861 onde aprendeu a jogar xadrez ao frequentar uma cafeteria húngara. Após começar a trabalhar no New York Herald teve a chance de estudar o xadrez tendo vencido o quarto Congresso Americano de Xadrez realizado na Filadélfia e o mestre convidado Bird. Obteve também bons resultados em outros torneios como terceiro lugar em Viena (1882) atrás de Wilhelm Steinitz e Szymon Winawer, terceiro em Nuremberga (1883) atrás de Winaver e Joseph Henry Blackburne e segundo lugar em Hamburgo (1885) empatado com Blackburne, Berthold Englisch, Siegbert Tarrasch e Max Weiss tendo Isidor Gunsberg vencido a competição. Mason escreveu também dois livros textos populares The Principles of Chess in Theory and Practice (1894) e The Art of Chess (1895) que tiveram várias edições.

## Principais resultados em torneios
| Data | Local           | Colocação | Observações |
| ---- | --------------- | --------- | --- |
| 1870 | Berlim 1881     | 5         | Vencido por Joseph Henry Blackburne e com participação de Johannes Hermann Zukertort, Szymon Winawer e Mikhail Chigorin. |
| 1876 | Filadélfia 1876 | 1         | Quarto congresso americano.                                                                                              |